# Pergalumna cucheae
Pergalumna cucheae är en kvalsterart som beskrevs av Sandór Mahunka 1998. Pergalumna cucheae ingår i släktet Pergalumna och familjen Galumnidae. Inga underarter finns listade i Catalogue of Life.